# Solaris (Roman)

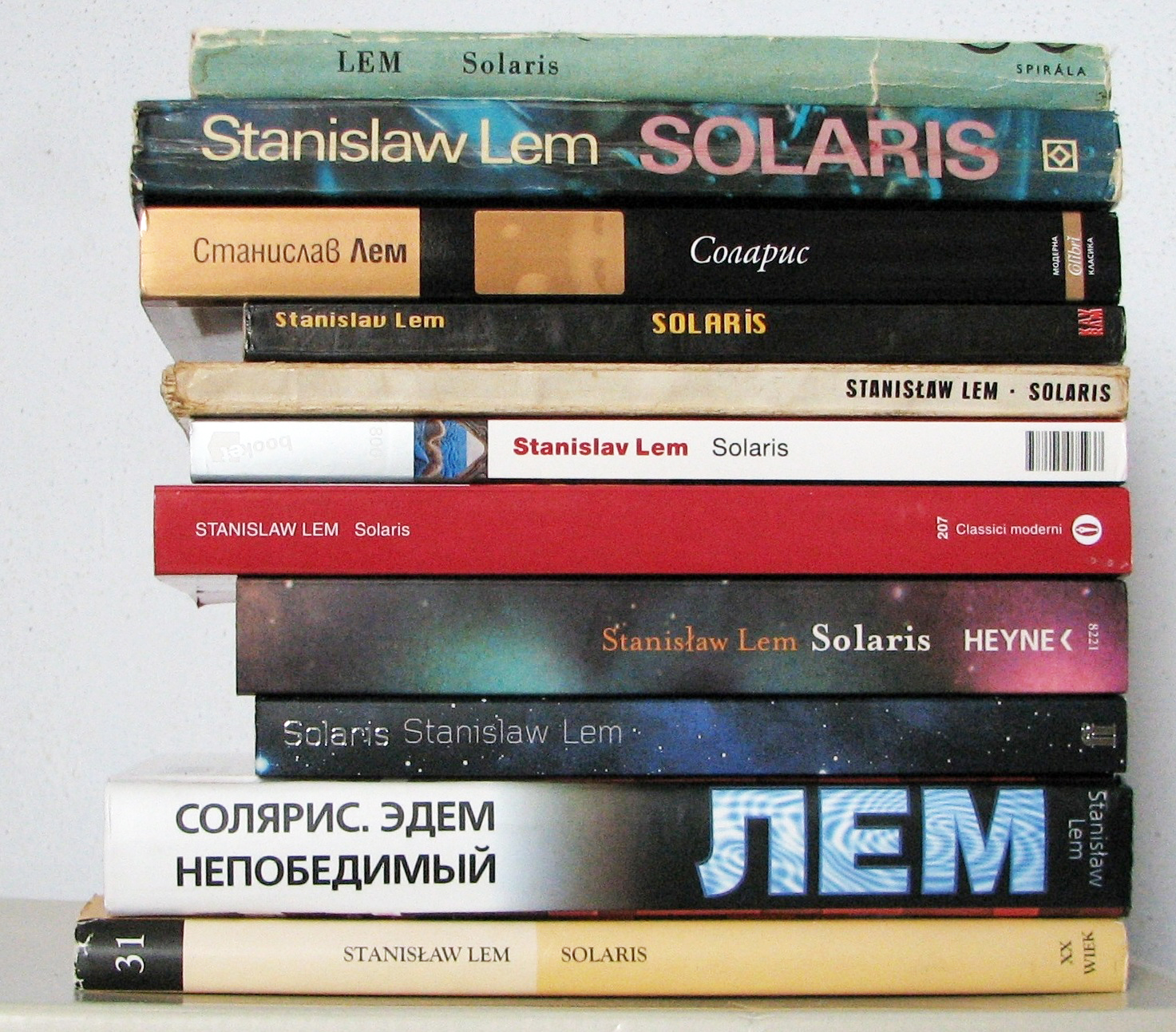
Ein Teil der zahlreichen Ausgaben des Buches (von unten): Polnisch, Russisch, Englisch, Deutsch, Italienisch, Spanisch, Ungarisch, Türkisch, Bulgarisch, Finnisch, Tschechisch.

Solaris ist ein Science-Fiction-Roman des polnischen Autors Stanisław Lem aus dem Jahr 1961. Er gilt als ein Meisterwerk des Genres, wurde dreimal verfilmt und oft für die Bühne adaptiert.

## Handlung

### Kurzzusammenfassung
Der Planet Solaris ist fast vollständig von einer Art Ozean bedeckt, der ständig bizarre und vielfarbige Ausformungen an seiner Oberfläche hervorbringt. Indizien deuten darauf hin, dass der Ozean ein intelligentes Wesen ist, doch auch nach rund hundert Jahren intensiver Forschung ist die Menschheit dessen Verständnis kaum nähergekommen. In dieser Situation trifft der Psychologe Kris Kelvin auf der Solaris-Forschungsstation ein und findet eine psychisch labile Mannschaft vor, zudem hat einer der drei Forscher vor kurzem Suizid begangen. Anscheinend sind zudem weitere, fremde Personen auf der Station anwesend. Nach anfänglicher Verwirrung findet Kelvin heraus, dass der Ozean begonnen hat, aus Erinnerungsspuren der Forscher scheinbar lebende, täuschend echte Kopien von Menschen zu konstruieren und auf der Station erscheinen zu lassen. Dabei wählt er anscheinend Erinnerungen aus, die mit tiefen Schuldgefühlen verknüpft sind. Kelvin sieht sich bald seiner vor vielen Jahren verstorbenen Freundin Harey gegenüber, an deren Suizid er sich mitschuldig fühlt. Diese erkennt bald, dass sie nicht die originale Harey ist, und beginnt, gegen Kelvins Willen, mit den beiden anderen Forschern an einer Methode zum Verschwindenlassen der Nachbildungen zu arbeiten, was schließlich gelingt.

### Detaillierte Beschreibung
Auf der Suche nach extraterrestrischem Leben ist die Menschheit bislang nur auf einen sonderbaren Planeten gestoßen, der eigenen physikalischen Gesetzen zu gehorchen scheint. Die internationalen Weltraumforscher errichten eine Forschungsstation und beginnen den „Solaris“ getauften Planeten, insbesondere seinen eigentümlichen „Ozean“, zu erforschen, der offenbar ein den Planeten fast zur Gänze bedeckendes Wesen ist.
Aufmerksam wurde die Menschheit auf jenes „Wesen“, weil es anscheinend in der Lage ist, die Bahn des Planeten im Doppelsternsystem zu stabilisieren.
Zur Zeit der eigentlichen Handlungsebene ist die „Solarisforschung“ bereits seit über 100 Jahren in Gang und hat ihren Höhepunkt längst überschritten. Ganze Bibliotheken wurden mit Büchern über Messungen und Theorien über den Ozean gefüllt, der selbständig bizarre vielfarbige Formationen an seiner Oberfläche ausbildet – ohne dass die Menschheit auch nur entfernt das Wesen dieses Phänomens verstanden hätte oder gar mit ihm in Kontakt hätte treten können.
Die Handlung des Buches beginnt mit der Ankunft des erfahrenen Psychologen Kris Kelvin auf Solaris. Er wurde als Verstärkung zu der dortigen Forschungsstation von der Erde entsandt. Kelvin stellt schnell fest, dass Gibarian, der einzige der drei auf Solaris entsandten Forscher, der ihm persönlich bekannt war, sich am Tag seiner Ankunft das Leben genommen hat. Die meisten technischen Geräte auf der Station sind abgeschaltet, die beiden verbliebenen Forscher legen ein merkwürdiges Verhalten an den Tag. Der Kybernetiker Snaut ist zwar freundlich, doch wirkt er nervlich zerrüttet, im Gegensatz zu Sartorius, der unfreundlich, aber dafür entschlossen und geistig voll gegenwärtig auftritt.
Außerdem scheinen noch andere Personen an Bord zu sein. Die anderen beiden Forscher weisen seine Fragen nach einer Erklärung zurück. Kelvin solle vorsichtig sein und seine eigenen Erfahrungen machen. Kelvin hört Stimmen aus den Laboren seiner beiden Kollegen und begegnet bald in einem der Gänge einer barfüßigen, fettleibigen, dunkelhäutigen Frau, die halbnackt an ihm vorbeischlurft. Nichts auf der Station ergibt für ihn einen Sinn. Er wähnt sich wahnsinnig und versucht, sich das Funktionieren seines Verstandes zu beweisen, indem er Berechnungen anstellt und mit den Ergebnissen des Computers vergleicht. Doch es beschleicht ihn der Verdacht, dass er eine Abweichung nicht erkennen würde, sodass der Test keine Aussagequalität hätte, falls er wirklich verrückt wäre.
Nach kurzem Schlaf sieht sich Kelvin plötzlich seiner vor zehn Jahren verstorbenen Freundin Harey gegenüber, mit der er scheinbar völlig normal reden und interagieren kann. Einmal befreit er sich von der für ihn schwer erträglichen Anwesenheit der Frau, indem er sie in eine Raumkapsel sperrt und in die Umlaufbahn des Planeten befördert, doch nach einer Nacht ist sie wieder zurückgekehrt – obwohl die Raumkapsel an Ort und Stelle im All geblieben ist. Daher erscheint es ihm möglich, dass die Erschienene eine Art von Kopie darstellt, die nun erneut erstellt wurde.
Nach anfänglicher Gefühlsverwirrung findet Kelvin heraus, was seine beiden Forscherkollegen bereits wissen: Es handelt sich bei der Person der Frau um ein sehr realistisches, dreidimensionales Abbild, das aus seinen Erfahrungen und Gefühlen zusammengestellt wurde und offensichtlich künstlich von dem Ozean auf Solaris erschaffen wurde. Jeder, der auf der Station lebt, hat seinen eigenen „Gast“, mit dem er leben muss: dies erklärt die gedrückte Stimmung und die nervliche Situation seiner Kollegen.
Schnell findet Kelvin heraus, dass jeder der anderen beiden eine eigene Technik gefunden hat, mit seinen „Gästen“ umzugehen. Die genauen Methoden werden dabei allerdings nicht beschrieben; in einer Szene wird lediglich angedeutet, dass Snaut mit Hilfe einer Raumkapsel eine sehr ähnliche „Abschiebeaktion“ unternommen hat: Als Kelvin die Verbrennungen, die er sich beim Start der Kapsel zugezogen hat, mit Salbe behandelt, kommt Snaut hinzu und macht einige spöttische Bemerkungen, die Kelvin erkennen lassen, dass die älteren Brandmale, die Snaut in seinem eigenen Gesicht trägt, von einer gleichgelagerten Erfahrung herrühren. Auch bei Sartorius gibt es Anzeichen, dass dieser hin und wieder mit seinem Gast (es handelt sich anscheinend um ein Kind) kämpft, um ihn in Schach zu halten. Im Gegensatz zu Kelvin legen Snaut und Sartorius jedenfalls bis zum Schluss großen Wert darauf, ihren jeweiligen Gast vor den Kollegen geheim zu halten.
Bei seinen Nachforschungen zu den seltsamen Vorgängen stößt Kelvin in der wissenschaftlichen Bibliothek der Station auf die Aufzeichnungen des Piloten Berton, welcher an dem Suchtrupp nach dem auf einem Erkundungsflug verschwundenen Physiker Fechner beteiligt war. Berton erlebte bei der Suche Dinge, für die ihm nahezu die Beschreibungsmöglichkeiten fehlten. Er wurde, nachdem er dazu vor einem Gutachterausschuss gehört worden war, für psychisch gestört erklärt. Lediglich ein Neurologe erkannte Zusammenhänge zwischen dem Verschwinden des Forschers Fechner im Solarisozean und den Visionen des Piloten Berton. Dies ist eine Schlüsselszene im Roman.
Harey hat sich auf der Erde das Leben genommen, wofür sich Kelvin verantwortlich fühlt, weil er auf entsprechende Drohungen nicht verständnisvoll, sondern abweisend reagiert hatte. Ihr Abbild, das auf der Solaris-Station erscheint, erinnert sich zwar vage an diese Vorgänge, kann sich aber nicht erklären, wie sie auf die Station kam. Sie wirkt verwirrt. Kelvin und die Frau versuchen, sich gegenseitig Normalität vorzugaukeln. Nur selten und schleppend beginnen sie Gespräche über die absurde Situation, in der sie sich befinden.
Doch ist Kelvins „Gast“ zur Selbsterkenntnis fähig. Sie denkt und handelt also wie ein wirklicher Mensch. Während Kelvin in der Bibliothek der Station nach Informationen über die Vorgänge auf Solaris forscht, beginnt auch sie zu begreifen, dass sie kein Original, sondern ein aus Kelvins Erinnerungen geformtes Wesen ist. Diese Erkenntnis deprimiert sie und sie versucht, sich durch Trinken von flüssigem Sauerstoff das Leben zu nehmen. Der Versuch scheitert: sie ist so konzipiert, dass all ihre Wunden und selbstzugefügten Verletzungen binnen Sekunden heilen. Kelvin und die Frau leben nebeneinanderher, ohne sich wirklich mit der Situation zu beschäftigen: stattdessen planen sie, die Station gemeinsam zu verlassen und auf der Erde ein neues Leben zu beginnen. Beiden ist jedoch klar, dass dieser Traum sich nie erfüllen wird.
Kelvin stellt bald fest, dass die Wesen, welche der Ozean erschaffen hat, künstlich aus Neutrinoansammlungen aufgebaut sind, einer Form exotischer Materie, die bis auf die Atomebene hinab echter Materie völlig gleicht. Die anderen beiden Forscher, Snaut und Sartorius, entwickeln daher bald einen Plan, wie die vom Ozean geschaffenen „Gäste“ beseitigt werden können. Mithilfe einer physikalischen Reaktion hoffen die beiden, die Struktur der „Gäste“ zerstören zu können. Als Kelvin davon erfährt, versucht er, den Plan zu sabotieren. Anfangs gelingt ihm das auch. Stattdessen führen die drei Forscher andere Experimente durch: so werden etwa Kelvins Gehirnströme unter Einsatz harter Röntgenstrahlung in den Ozean auf Solaris gesandt – jedoch vorerst ohne erkennbare Reaktion.
Eines Nachts trifft sich die Frau heimlich mit Snaut und bittet ihn, gegen Kelvins Willen das Experiment, das alle „Gäste“ zerstören würde, durchzuführen. In der folgenden Nacht verabreicht sie Kelvin ein Schlafmittel und hilft Sartorius und Snaut bei dem Experiment, das erfolgreich ist. Kelvin erkennt am nächsten Morgen, dass alle „Gäste“ zerstört wurden und – aufgrund einer nicht genauer geklärten Reaktion des Ozeans auf die vorangegangenen Strahlenexperimente – nicht mehr wiederkehren werden.
Am Ende des Buches unternimmt Kelvin seine erste Reise auf solarischem „Boden“. Er verlässt die Raumstation mit einem kleinen Hubschrauber und besucht den Ozean. Er verbringt Stunden an seiner Brandung, beobachtet ihn und versucht ihn zu berühren. Dieses Erlebnis beeindruckt ihn sehr.

## Interpretation und Kritiken

### Lems eigene Haltung zur Interpretation seines Buchs
Lem selbst wurde häufig nach Interpretationen und Erklärungen zu seinem Roman befragt. Er verweigerte eigene tiefgründige Erklärungen und schrieb dazu einmal in einem Statement auf seiner Webseite: 

„Es fällt mir schwer, diesem Buch einen Kommentar hinzuzufügen. Ich glaube, ich habe es geschafft das zu sagen, was ich ausdrücken wollte.“

Im gleichen Text schilderte er die Spontaneität seiner Herangehensweise beim Schreiben des Buches anhand des Anfangs. Als er den Neuankömmling Kelvin in die Solarisstation geführt habe und diesen auf den verängstigten und betrunkenen Snaut treffen ließ, habe er als Autor noch nicht gewusst, was Snaut so erschreckte. Er habe keine Ahnung gehabt, warum Snaut Angst vor einem gewöhnlichen Fremden hatte. Aber er hätte es „bald herausgefunden“, weil er ja weiter schrieb.

### Lems Haltung zur Kritik des Buches
Im Einklang mit seiner oben beschriebenen Einstellung äußerte sich Lem eher negativ bzw. teils auch ironisch über Texte von Kritikern, die sich an dem Buch mit Deutungen versucht hatten. Der Roman sei ein „gefundenes Fressen für Kritiker“ gewesen und er habe viele dieser Aufsätze intensiv studiert, aber „kaum einen von ihnen verstanden“. Dazu zitierte er als Negativbeispiel einen US-amerikanischen Anglisten, der einen „ziemlich schlimmen Fehler“ gemacht habe: Die von dem Sprachwissenschaftler angeführte Interpretation auf Basis der Psychoanalyse von Sigmund Freud sei rein auf Grundlage von bestimmten Redewendungen in der englischen Übersetzung des Romans vorgenommen worden – laut Lem habe der Autor dabei aber nicht gewusst, dass dieselben Textpassagen im polnischen Originaltext die getroffenen Diagnosen gar nicht zuließen.

## Weiteres
- Das Buch wurde zwischen Juni 1959 und Juni 1960 in Zakopane verfasst.[3]
- Solaris wurde in 31 Sprachen übersetzt.[4]
- Die Veröffentlichung von Solaris in der DDR wurde 1962 im Rahmen des Druckgenehmigungsverfahrens durch die Hauptverwaltung Verlagswesen abgelehnt. Die Begründung lautete, alle Lesarten des Romans mündeten in „Pessimismus und Negation“. Eine spätere Ablehnung verwies auf eine „auf wackligen Füßen stehende“ Logik.[5] Erst 1983 erschien eine DDR-Ausgabe.

## Ausgaben

### Polnisch
- Stanisław Lem: Solaris. Wydawnictwo Ministerstwa Obrony Narodowej (MON), Warschau 1961 (Erstausgabe).

### Deutsch
- Stanisław Lem: Solaris. Übersetzung von Irmtraud Zimmermann-Göllheim. Marion-von-Schröder-Verlag, Hamburg & Düsseldorf 1972, ISBN 3-547-75868-8.
- Stanisław Lem: Solaris. Übersetzung von Kurt Kelm. Verlag Volk und Welt, Berlin (Ost) 1983, ISBN 3-7464-0149-6.
- Stanisław Lem: Solaris. Roman. Deutsch von Irmtraud Zimmermann-Göllheim. Deutscher Taschenbuch Verlag (dtv), München 1983, ISBN 3-423-10177-6.
- Stanisław Lem: Solaris. Roman. Deutsch von Irmtraud Zimmermann-Göllheim. Ullstein Verlag (List), Berlin 2006, ISBN 978-3-548-60611-8.
- Stanisław Lem: Solaris. Roman. Deutsch von Irmtraud Zimmermann-Göllheim. Mit einem Nachwort von Harald Lesch und Harald Zaun, Ullstein Verlag, Berlin 2021, ISBN 978-3-5480-6529-8.

## Adaptionen
- 1968: Solaris, sowjetischer Fernsehfilm von Lidija Ischimbajewa und Boris Nirenburg
- 1972: Solaris, sowjetischer Kinofilm von Andrei Tarkowski
- 1996: Solaris, Kammeroper von Michael Obst (1995/96), Uraufführung Münchener Biennale 1996
- 2002: Solaris, US-amerikanischer Kinofilm von Steven Soderbergh
- 2004: Solaris, Bühnenfassung von Martin Wuttke, Stiftung Schloss Neuhardenberg/La Ferme de Buisson, Paris
- 2005: Solaris, Bühnenstück von Aron Kitzig (erste deutsche Theaterfassung) und Jonas Zipf (Regie) mit Musik von Paul Friedrich Frick, Uraufführung in der Berliner Brotfabrik am 31. August 2005[6][7]
- 2006: Solaris, Hörspiel, aus dem Polnischen von Irmtraud Zimmermann-Göllheim, Komposition: Mario Schneider, Bearbeitung und Regie: Peter Rothin, Produktion: MDR 2006, 2 × 54 Minuten
- 2011: Solaris, Bühnenstück von Bettina Bruinier und Katja Friedrich, Münchner Volkstheater
- 2011: Solaris, Bühnenfassung von Alexander Wiegold, Vestibül im Burgtheater[8]
- 2012: Solaris, Oper von Detlev Glanert, Libretto von Reinhard Palm, Bregenzer Festspiele
- 2012: Solaris, Bühnenstück von Antú Romero Nunes, Schauspielhaus Zürich[9]
- 2015: Solaris, Oper von Dai Fujikura, Libretto von Saburo Teshigawara, Uraufführung 5. März 2015, Théâtre des Champs-Elysées, Paris, deutsche Erstaufführung (in englischer Sprache) 18. Mai 2018, Theater Augsburg (Spielstätte Martini-Park)
- 2015: Solaris, Live-Hörspiel von Milan Pešl, dramatisiert von Tim Staffel, Stadttheater Gießen[10]
- 2022: Solaris, Bühnenfassung von Blanka Rádóczy und Natalie Baudy, Regie: Blanka Rádóczy, Staatstheater Cottbus, Premiere am 9. April 2022[11]
- 2025: Solaris, Bühnenfassung und Regie: Christian Friedel, Schauspiel Frankfurt, Premiere: 26. April 2025[12]